# Lahnsteiner Brauerei
Vous pouvez aider à l'améliorer ou bien discuter des problèmes sur sa page de discussion.
- Il ne cite pas suffisamment ses sources. Vous pouvez indiquer les passages à sourcer avec {{référence nécessaire}} ou {{Référence souhaitée}}, et inclure les références utiles en les liant aux notes de bas de page. (Marqué depuis mai 2021)
- Il contient une ou plusieurs listes. Le texte gagnerait à être rédigé sous la forme d’un ou plusieurs paragraphes synthétiques, afin d’être plus agréable à lire. (Marqué depuis mai 2021)

- Archive Wikiwix
- Bing
- Cairn
- DuckDuckGo
- E. Universalis
- Gallica
- Google
- G. Books
- G. News
- G. Scholar
- Persée
- Qwant
- (zh) Baidu
- (ru) Yandex
- (wd) trouver des œuvres sur Wikidata

La Lahnsteiner Brauerei est une brasserie à Lahnstein, ville allemande en Rhénanie-Palatinat.

## Histoire
Les origines de la brasserie remontent au XVIIe siècle à Lahnstein et dans la famille Fohr. La brasserie est construite en 1624 dans l'enceinte de la ville d'Oberlahnstein.

## Production
Bières
- Fürsten-Pils
- Zwickel Bier – Kellerbier trouble
- Helles Weizenbier – Weißbier fermentée, trouble
- Dunkles Weizenbier – Weißbier brune
- Kristallweizen – Weißbier blonde
- Alkoholfreies Weizenbier – Weißbier blonde sans alcool
- Historienturm Obergärig – bière à fermentation haute
- Fest-Export
- Schnee-Bock – Bock brune
- Martinator – Bock blonde
- Malzbier
- Radler – avec de la limonade faible en calories

Autres
- Bierbrand – produite à partir de la Lahnsteiner Fürsten-Pils
- Bierlikör - produite à partir de la  Lahnsteiner Schnee-Bock
- Bierstengel – un Rohwurst, produit avec la Lahnsteiner Schnee-Bock
- Bierkäse – produite avec la Lahnsteiner Schnee-Bock
- Biernudeln - produite avec la Lahnsteiner Schnee-Bock
- Knabbermalz – une collation à la bière
- Lahneckchen – pralines, produite avec de la liqueur et de l'eau de vie de bière
- Hopfen-Tee